# Sven Lagerbring
Sven Lagerbring (født 24. februar 1707, død 5. december 1787) var en svensk historiker.
Sven Lagerbring blev 1731 adjunkt i jura ved Universitetet i Lund og 1742 professor i historie sammesteds. 1770 blev Lagerbring, der egentlig hed Bring, adlet; han skrev selv sit navn "Lager Bring".
Lagerbring forfattede henimod 200 disputatser, i hvilke han bidrog til at give de historiske studier en mere nøgtern, virkelighedstro forskningskarakter, end de hidtil havde haft, og han fik ved denne sin virksomhed stor betydning for den historiske forskning i Sverige, hvilken han gav rige impulser.
Af særlig betydning har det materiale været, som han samlede for en del lokalhistoriske afhandlinger angående skånske og blekingske herreder og byer; i en serie Monumenta scanensia (1744—50) udgav han for første gang flere vigtige kildeskrifter til disse områders historie.
1769—83 udgav Lagerbring fire dele Svea Rikes Historia (indtil Christian 1.) og 1775 Sammandrag af Svea Rikes Historia (indtil 1772). Lagerbring viser i disse arbejder en stor kritisk evne, gransker nøje kilderne og har mere end de fleste af sine samtidige rådspurgt udenlandske kilder.
Han stod også i skriftlig forbindelse med de danske forskere Jacob Langebek og Peter Frederik Suhm. I sin opfattelse er han ret kongeligsindet; Anders Fryxell har erklæret Lagerbring for at være ophavsmanden til "aristokratfordømmelsen" i Sveriges historie.
Lagerbrings stil adskiller sig betydelig fra den, der udmærker oplysningstidens mere typiske forfattere; den har karakteren af rolig realisme, skyr ikke de ekspressive udtryk og præges af en vis egenartet humor. Den danske historiker Frederik Sneedorff var meget inspireret af Lagerbrings værker.
Han fik sønnen Carl Lagerbring, der i 1818 indtrådte i grevestanden.